# Kompleks pszenny bardzo dobry
Kompleks pszenny bardzo dobry (1)  – kompleks przydatności rolniczej gleb obejmujący najlepsze gleby w Polsce, które charakteryzują się: dużą zasobnością składników pokarmowych, dobrą strukturą, przewiewnością, przepuszczalnością, głębokim poziomem próchnicznym oraz dużymi możliwościami magazynowania wilgoci. Gleby tego kompleksu występują na płaskich terenach lub na niewielkich pochyłościach. Uprawa roli w kompleksie pszennym bardzo dobrym jest stosunkowo łatwa, a wysoka kultura roli jest łatwo uzyskiwana i zachowywana. Gleby w obrębie tego kompleksu nie potrzebują regulacji stosunków wodnych, a plony nawet najbardziej wymagających roślin są obfite. W klasyfikacji bonitacyjnej zaliczane są do I i II klasy.